# Krbavica
Krbavica falu Horvátországban Lika-Zengg megyében. Közigazgatásilag Plitvička Jezerához tartozik.

## Fekvése
Otocsántól légvonalban 35 km-re, közúton 31 km-re délkeletre, községközpontjától Korenicától légvonalban 8 km-re közúton 13 km-re délnyugatra, a Plitvicei-tavak Nemzeti Parktól délre fekszik.

## Története
Területe már az ókorban lakott volt. "Gradina" nevű magaslatán a vaskorban erődített település állt, melynek temetője a domb déli lábánál Panjkovići településrészen található. A szerb lakosságú falu lakóinak ősei a 17. században a török által megszállt területről vándoroltak be ide. Az otocsáni határőrezredhez tartoztak. Szent Illés próféta tiszteletére szentelt szerb pravoszláv templomát a 19. században építették. 1857-ben 1119, 1910-ben 1247 lakosa volt. A trianoni békeszerződés előtt Lika-Korbava vármegye Korenicai járásához tartozott. Ezt követően előbb a Szerb-Horvát-Szlovén Királyság, majd Jugoszlávia része lett. 1991-ben lakosságának 99 százaléka szerb nemzetiségű volt. 1991-ben a független Horvátország része lett, de szerb lakossága még az évben Krajinai Szerb Köztársasághoz csatlakozott. A horvát hadsereg 1995. augusztus 6-án a Vihar hadművelet keretében foglalta vissza a község területét. Szerb lakói nagyrészt elmenekültek. 2011-ben 47 lakosa volt.

## Lakosság
| Lakosság változása | Lakosság változása | Lakosság változása | Lakosság változása | Lakosság változása | Lakosság változása | Lakosság változása | Lakosság változása | Lakosság változása | Lakosság változása | Lakosság változása | Lakosság változása | Lakosság változása | Lakosság változása | Lakosság változása | Lakosság változása |
| ------------------ | ------------------ | ------------------ | ------------------ | ------------------ | ------------------ | ------------------ | ------------------ | ------------------ | ------------------ | ------------------ | ------------------ | ------------------ | ------------------ | ------------------ | ------------------ |
| 1857               | 1869               | 1880               | 1890               | 1900               | 1910               | 1921               | 1931               | 1948               | 1953               | 1961               | 1971               | 1981               | 1991               | 2001               | 2011               |
| 1.119              | 1.153              | 1.062              | 1.154              | 1.236              | 1.247              | 1.286              | 1.047              | 731                | 649                | 495                | 344                | 198                | 152                | 62                 | 47                 |

## Nevezetességei
A falu közepén áll Szent Illés próféta tiszteletére szentelt szerb pravoszláv temploma a 19. században épült. A II. világháború idején súlyos károkat szenvedett, de később helyreállították. A templom egyhajós épület, sokszögzáródású szentéllyel. Harangtornya a homlokzat előtt áll, rajta keresztül vezet a bejárat a templomba.